# Antonio Sarmiento de Luna y Enríquez
Antonio Sarmiento de Luna y Enríquez (Madrid, ?-Sigüenza, 28 de agosto de 1661)  fue un eclesiástico español.
Hijo del I conde de Salvatierra Diego Sarmiento de Sotomayor y Mendoza y de su mujer Leonor Sarmiento de Luna, era hermano de García Sarmiento de Sotomayor, que fue virrey de la Nueva España y del Perú, y de Francisco Antonio Sarmiento y Luna, que llegó a obispo de Michoacán.
Tras completar sus estudios en el Colegio Mayor de San Bartolomé de la universidad de Salamanca, fue canónigo de Toledo, arcipreste de Gómara en la iglesia de Osma, prepósito de Antequera en la de Málaga, consejero de Órdenes, obispo de Coria y de Sigüenza.

| Predecesor: Francisco de Zapata y Mendoza | Obispo de Coria 1655-1657      | Sucesor: Diego López de la Vega    |
| Predecesor: Bartolomé Santos de Risoba    | Obispo de Sigüenza 1657-1661 † | Sucesor: Andrés Bravo de Salamanca |